# International Motor Vehicle Program
Das International Motor Vehicle Program (IMVP) gilt als das älteste und größte internationale Forschungskonsortium, das darauf abzielt, die Herausforderungen zu verstehen, die sich der globalen Automobilindustrie stellen. Es startete 1979, gefördert durch den German Marshall Fund, als ein auf fünf Jahre angelegtes Forschungsprojekt mit dem Titel Die Zukunft des Automobils. Angesiedelt war es am neugegründeten „Center for Technologie, Policy and Industrial Development“ am Massachusetts Institute of Technology (MIT) in Cambridge, das von Daniel Roos geleitet wurde.
1985 gelang es Roos, die Förderung für ein sehr umfangreiches Folgeprojekt zu organisieren, welches nunmehr mit dem Titel IMVP startete. Auch dieses Projekt wurde in der Leitung beim MIT angesiedelt, war aber über verschiedene Fakultäten international organisiert. Mit dieser Studie begann das IMVP sich zu institutionalisieren. Es folgten weitere Arbeiten und seit 2010 stellt das IMVP eine, größtenteils virtualisierte, Institution dar, die sich vorzugsweise mit Managementfragen der Automobilindustrie beschäftigt. Das IMVP hat mit den in den Projekten entwickelten Methoden Standards für Forschungen in der Industrie gesetzt.

## Die MIT-Studie
Die ursprüngliche IMVP-Studie wird in Deutschland häufig einfach als „Die MIT-Studie“ zitiert. Sie erstreckte sich über fünf Jahre, von 1985 bis 1991. In dieser Zeit haben insgesamt 54 Experten in 15 Ländern die Herstellungsprozesse in der Automobilindustrie unter der Leitung von James P. Womack und Daniel T. Jones untersucht.
Viele der Forscher wurden direkt aus leitenden Positionen der Automobilindustrie für die Studie gewonnen. Die Automobilindustrie ermunterte ihre Mitarbeiter zu diesem Schritt, half dabei, dass die Forscher Zugang zu Werken bekamen und sponserte überdies das Programm mit mehr als fünf Millionen US-Dollar.
Alle damals großen Automobilkonzerne der Welt waren einbezogen, wobei zwischen Volumenanbietern wie Volkswagen, Fiat, Volvo, Renault, General Motors, Ford, Honda und Toyota sowie Spezialisten wie BMW und Porsche unterschieden wurde. Insgesamt besuchten sie 90 Montagewerke und untersuchten Hunderte von Zulieferbetrieben.
Um vergleichen zu können, definierten die Wissenschaftler ein vollständiges Set an Arbeitsgängen, welches zur Produktion eines Fahrzeuges erforderlich ist und verglichen die Abläufe auf dieser Ebene. Dabei wurden Marktforschung, Produktentwicklung und -konstruktion, Koordinierung der Lieferkette, die Auftragsabwicklung in den Werken, der Verkauf und der Service mit einbezogen.
Diese Studie wurde weit über den Kreis der Fachwissenschaft und interessierten Sponsoren hinaus bekannt. Der publikumsfähig aufbereitete Abschlussbericht von Womack, Jones und Roos wurde in elf Sprachen übersetzt und mehr als 600.000 mal verkauft, erreichte damit als Fachbuch Romanbestsellerdimensionen und machte den im Rahmen der Studie geprägten Begriff „Lean Production“ weltweit bekannt.
Das International Motor Vehicle Program (IMVP) hatte einen großen Einfluss auf die globale Automobilindustrie und die ihr angegliederte Wirtschaft.

## Das IMVP als Institution
Seit 2000 etabliert sich das „International Motor Vehicle Program“ (imvp) als Marke. Der Begriff wird nicht mehr für das ursprüngliche, einzelne aber sehr umfangreiche Forschungsprogramm benutzt, sondern zur Benennung eines Konsortiums von Forschern, die auch in institutioneller Form regelmäßig zusammenarbeiten.
Die Homepage, „imvp“ verschafft dieser virtuellen Organisation einen institutionellen Rahmen. Dort wird die in vier Phasen gegliederte Arbeit des 1980 gestarteten Projektes vorgestellt:
- Phase eins (1980–1984) diente der Identifizierung von Trends in der globalen Automobilindustrie und führte Wettbewerbsanalysen durch.
- Phase zwei (1984–1990) untersuchte den Wettbewerb und brachte die grundlegenden, produktivitätsvergleichenden Studien hervor, die im Buch The Machine that Changed the World von Womack, Jones und Roos zusammengefasst wurden.[3]
- Phase drei (1990–1999) beschäftigte sich mit den Machtverschiebungen innerhalb der globalen Lieferkette, der Entwicklung der industriellen Produktionskonzepte, und den Herausforderungen eines nachhaltigen Ausgleichs von sozialen, ökologischen und ökonomischen Anforderungen an die Automobilindustrie. Die wesentlichen Ergebnisse wurden von Charles H. Fine in Clockspeed veröffentlicht.[8]
- Phase vier (2000–…): Im September 2000 wurde vom imvp ein Programm mit dem Titel „Navigating Auto's Next Economy (NextAuto)“ gestartet. Hauptforschungsgebiete sind Managementkonzepte für das Extended Enterprise (Benchmarking der Wertschöpfungskette, Modularisierung und Outsourcing, Produktentwicklungsstrategien, Grenzüberschreitende Kompetenzentwicklung), E-Automotive (Internetgestützte Supply-Chains und Logistikzentren), Internetgestütztes Mass Customization, Visionen einer nachhaltigen Zukunftsgestaltung (Grüne Antriebstechniken, Neue Materialien, Recycling und Umweltmanagement, Mobilitätslösungen).[9]

Die bewährten Benchmarkingprogramme zum Produktivitätsvergleich werden fortgesetzt.